# AGAIN FBI超心理捜査官
『AGAIN FBI超心理捜査官』（アゲイン エフビーアイちょうしんりそうさかん）は、テクモ（後のコーエーテクモゲームス）より2009年12月10日に発売された、テクモ最後のニンテンドーDS用ゲームソフト。

## ストーリー
19年前に起こった未解決連続殺人事件「プロヴィデンス事件」。2010年3月、それをトレースしたような事件が次々と発生する。FBI特殊犯罪課に所属するジェイは、19年前に起こった殺人事件の洗い直しを始める。

## 登場人物
ジョナサン・ウェーバー(Jonathan Weaver)
FBIクロックフォード支局特殊犯罪課に所属する捜査官。31歳。仲間からは「ジェイ」と呼ばれている。19年前の殺人現場で、プロヴィデンスの目を触ったことから、過去を見る「パストヴィジョン」の能力に目覚める。
ケイト・ハサウェイ(Kate Hathaway)
FBIクロックフォード支局特殊犯罪課に所属する捜査官。29歳。ジェイのパートナー。1か月前にFBIに配属されたばかり。
ヘンリー・ミルズ(Henry Mills)
FBIクロックフォード支局特殊犯罪課課長。54歳。ジェイ達の上司として厳しく指導するが、信頼は厚い。
レーン・マルティネス(Lane Martinez)
クロックフォード市警殺人課に所属する警部。32歳。現在のプロヴィデンス事件を捜査している。当初はFBIが関わることに難色を示していたが、事件が続くにつれて次第に協力的な姿勢を見せていく。
モーリーン・ヤシマ(Maureen Yashima)
クロックフォード市警鑑識課に所属する鑑識官。29歳。ケイトの友人で、ジェイ達の捜査に協力的。
ヒューゴ・ワッツ(Hugo Watt)
クロックフォードタイムズの社会部に勤める新聞記者。28歳。ジェイの大学時代の後輩で、捜査に必要な情報を提供する。
エドワード・ゴードン(Edward Gordon)
クロックフォード大学心理学教授。43歳。ジェイの大学時代の恩師。現在のプロヴィデンス事件のアドバイザーを務めている。
フレデリック・ウェーバー(Frederick Weaver)
ジェイの養父。59歳。クロックフォード大学で、児童心理学の教授を務めている。
フィリップ・ロビンス(Philip Robbins)
元クロックフォード市警の警部。65歳。現在は引退して、自宅で過ごしている。ジェイ達に19年前のプロヴィデンス事件の捜査情報を提供する。
バーネット・ジョンソン(Bernet Johnson)
元クロックフォード市警の刑事。55歳。現在はジョンソン商会の社長を務めており、町一番の資産家。

## 用語
プロヴィデンス事件
19年前に起こった5件の連続殺人事件。全ての事件が未解決。毎回現場にプロヴィデンスの目が残されていたことから、「プロヴィデンス事件」と呼ばれるようになった。
1.サム・クーリッジ殺害事件
1991年2月28日、ホテルの従業員のサム・クーリッジが撲殺される。殺害場所はホテル・ミランダの315号室。
2.チャールズ・スミス殺害事件
同年3月3日、タクシー運転手のチャールズ・スミスが射殺される。殺害場所はグランドパークの駐車場。
3.イザベラ・キャンベル殺害事件
同年3月5日、女優のイザベラ・キャンベルが絞殺される。殺害場所はイザベラの自宅。
4.デューク・デズモンド殺害事件
同年3月6日、不動産会社社長のデューク・デズモンドが射殺される。殺害場所はデュークの会社の社長室。
5.ベイカー一家殺害事件
同年3月11日、ベイカー家が放火される。ベイカー夫妻は死亡。長男のジョナサンは重傷を負い、二男のダニーは現在まで行方不明。
パストヴィジョン
ジェイが突然目覚めた能力。過去に事件が起こった場所で、プロヴィデンスの目に触れることによって、その場所の過去を見ることができる。さらに現在に過去の状況を再現することによって、事件のフラッシュバックを見ることができる。あまり連続してこの能力を使うと、体力が大幅に消耗される。